# 78-й меридіан західної довготи
78-й меридіан західної довготи — лінія довготи, що лежить на 78 градусів західніше Гринвіцького меридіана. Вона проходить від Північного полюса через Північний Льодовитий океан, Північну Америку, Атлантичний океан, Центральну Америку, Південну Америку, Тихий океан, Південний океан та Антарктиду до Південного полюса.
78-й меридіан західної довготи формує велике коло разом із 102-гим меридіаном східної довготи.

## Список географічних об'єктів, що перетинає 78° зх. д.
Починаючи на Північному полюсі та рухаючись до Південного полюса, 78-й меридіан західної довготи проходить через:
| Координати                                                 | Країна, територія або море | Примітки |
| ---------------------------------------------------------- | -------------------------- | --- |
| 90°0′ пн. ш. 78°0′ зх. д. / 90.000° пн. ш. 78.000° зх. д.  | Північний Льодовитий океан | |
| 82°54′ пн. ш. 78°0′ зх. д. / 82.900° пн. ш. 78.000° зх. д. | Канада                     | Нунавут — проходить через острів Елсмір                                                                               |
| 77°28′ пн. ш. 78°0′ зх. д. / 77.467° пн. ш. 78.000° зх. д. | Море Баффіна               | |
| 76°59′ пн. ш. 78°0′ зх. д. / 76.983° пн. ш. 78.000° зх. д. | Канада                     | Нунавут — проходить через острів Елсмір                                                                               |
| 76°37′ пн. ш. 78°0′ зх. д. / 76.617° пн. ш. 78.000° зх. д. | Море Баффіна               | |
| 73°38′ пн. ш. 78°0′ зх. д. / 73.633° пн. ш. 78.000° зх. д. | Канада                     | Нунавут — проходить через острів Байлот                                                                               |
| 72°53′ пн. ш. 78°0′ зх. д. / 72.883° пн. ш. 78.000° зх. д. | Затока Тасіуяк[en]         | |
| 72°41′ пн. ш. 78°0′ зх. д. / 72.683° пн. ш. 78.000° зх. д. | Канада                     | Нунавут — проходить через Баффінову Землю                                                                             |
| 70°14′ пн. ш. 78°0′ зх. д. / 70.233° пн. ш. 78.000° зх. д. | Затока Фокс                | |
| 69°43′ пн. ш. 78°0′ зх. д. / 69.717° пн. ш. 78.000° зх. д. | Канада                     | Нунавут — проходить через острів Кох[en]                                                                              |
| 69°37′ пн. ш. 78°0′ зх. д. / 69.617° пн. ш. 78.000° зх. д. | Затока Фокс                | |
| 65°0′ пн. ш. 78°0′ зх. д. / 65.000° пн. ш. 78.000° зх. д.  | Канада                     | Нунавут — проходить через півострів Фокс[en] на Баффіновій Землі                                                      |
| 64°25′ пн. ш. 78°0′ зх. д. / 64.417° пн. ш. 78.000° зх. д. | Протока Фокс               | |
| 64°0′ пн. ш. 78°0′ зх. д. / 64.000° пн. ш. 78.000° зх. д.  | Канада                     | Нунавут — проходить через безіменний острів західніше острова Мілл[en]                                                |
| 63°57′ пн. ш. 78°0′ зх. д. / 63.950° пн. ш. 78.000° зх. д. | Протока Фокс               | |
| 63°28′ пн. ш. 78°0′ зх. д. / 63.467° пн. ш. 78.000° зх. д. | Канада                     | Нунавут — проходить через острів Ноттінгем[en]                                                                        |
| 63°7′ пн. ш. 78°0′ зх. д. / 63.117° пн. ш. 78.000° зх. д.  | Протока Фокс               | |
| 62°35′ пн. ш. 78°0′ зх. д. / 62.583° пн. ш. 78.000° зх. д. | Канада                     | Нунавут — проходить через острови Діггес [en]                                                                         |
| 62°33′ пн. ш. 78°0′ зх. д. / 62.550° пн. ш. 78.000° зх. д. | Гудзонова протока          | |
| 62°23′ пн. ш. 78°0′ зх. д. / 62.383° пн. ш. 78.000° зх. д. | Канада                     | Квебек — проходить через півострів Унгава                                                                             |
| 61°42′ пн. ш. 78°0′ зх. д. / 61.700° пн. ш. 78.000° зх. д. | Гудзонова протока          | |
| 60°59′ пн. ш. 78°0′ зх. д. / 60.983° пн. ш. 78.000° зх. д. | Канада                     | Квебек — проходить через півострів Унгава                                                                             |
| 60°46′ пн. ш. 78°0′ зх. д. / 60.767° пн. ш. 78.000° зх. д. | Гудзонова протока          | |
| 59°16′ пн. ш. 78°0′ зх. д. / 59.267° пн. ш. 78.000° зх. д. | Канада                     | Квебек — проходить через півострів Унгава Нунавут — проходить через острів Фразьє[en]                                 |
| 58°20′ пн. ш. 78°0′ зх. д. / 58.333° пн. ш. 78.000° зх. д. | Гудзонова затока           | Проходить через острови Салікуїт[en]                                                                                  |
| 55°11′ пн. ш. 78°0′ зх. д. / 55.183° пн. ш. 78.000° зх. д. | Канада                     | Квебек Онтаріо |
| 43°58′ пн. ш. 78°0′ зх. д. / 43.967° пн. ш. 78.000° зх. д. | Озеро Онтаріо              | |
| 43°22′ пн. ш. 78°0′ зх. д. / 43.367° пн. ш. 78.000° зх. д. | США                        | Нью-Йорк Пенсільванія Меріленд Західна Вірджинія Вірджинія Північна Кароліна — проходить західніше Вілмінгтон         |
| 33°51′ пн. ш. 78°0′ зх. д. / 33.850° пн. ш. 78.000° зх. д. | Атлантичний океан          | |
| 26°43′ пн. ш. 78°0′ зх. д. / 26.717° пн. ш. 78.000° зх. д. | Багамські Острови          | Проходить через острів Великий Багама                                                                                 |
| 26°39′ пн. ш. 78°0′ зх. д. / 26.650° пн. ш. 78.000° зх. д. | Атлантичний океан          | Проходить західніше островів Беррі[en], Багамські Острови                                                             |
| 25°9′ пн. ш. 78°0′ зх. д. / 25.150° пн. ш. 78.000° зх. д.  | Багамські Острови          | Проходить через острів Андрос                                                                                         |
| 24°13′ пн. ш. 78°0′ зх. д. / 24.217° пн. ш. 78.000° зх. д. | Атлантичний океан          | |
| 22°18′ пн. ш. 78°0′ зх. д. / 22.300° пн. ш. 78.000° зх. д. | Куба                       | Проходить через острови Кайо-Романо[en] і Куба                                                                        |
| 20°42′ пн. ш. 78°0′ зх. д. / 20.700° пн. ш. 78.000° зх. д. | Карибське море             | |
| 18°27′ пн. ш. 78°0′ зх. д. / 18.450° пн. ш. 78.000° зх. д. | Ямайка                     | Проходить через острів Ямайка                                                                                         |
| 18°7′ пн. ш. 78°0′ зх. д. / 18.117° пн. ш. 78.000° зх. д.  | Карибське море             | |
| 9°11′ пн. ш. 78°0′ зх. д. / 9.183° пн. ш. 78.000° зх. д.   | Панама                     | |
| 7°19′ пн. ш. 78°0′ зх. д. / 7.317° пн. ш. 78.000° зх. д.   | Тихий океан                | Проходить східніше острова Горгона, Колумбія                                                                          |
| 2°39′ пн. ш. 78°0′ зх. д. / 2.650° пн. ш. 78.000° зх. д.   | Колумбія                   | |
| 0°50′ пн. ш. 78°0′ зх. д. / 0.833° пн. ш. 78.000° зх. д.   | Еквадор                    | |
| 3°8′ пд. ш. 78°0′ зх. д. / 3.133° пд. ш. 78.000° зх. д.    | Перу                       | |
| 10°26′ пд. ш. 78°0′ зх. д. / 10.433° пд. ш. 78.000° зх. д. | Тихий океан                | |
| 60°0′ пд. ш. 78°0′ зх. д. / 60.000° пд. ш. 78.000° зх. д.  | Південний океан            | |
| 72°31′ пд. ш. 78°0′ зх. д. / 72.517° пд. ш. 78.000° зх. д. | Антарктида                 | Проходить через Чилійську Антарктику (претендує Чилі) та Британську Антарктичну Територію (претендує Велика Британія) |